# Misty Upham
Misty Anne Upham (Kalispell, 6 luglio 1982 – Auburn, 5 ottobre 2014) è stata un'attrice statunitense.

## Biografia
Nata a Kallispell in Montana, figlia di un insegnante di musica, era la quarta di cinque fratelli. La sua famiglia è discendente degli Indiani d'America. Cresciuta nel sud di Seattle, iniziò la sua carriera di attrice all'età di tredici anni quando entrò a far parte di una compagnia teatrale, chiamata Red Eagle Soaring. Ciò che era iniziato come un'occupazione estiva divenne presto un'attività a tempo pieno. Dall'età di quattordici anni cominciò a scrivere e a dirigere piccole scene e recitare in vari tour per il nord-ovest.
Nei successivi 4 anni venne accettata in diverse compagnie teatrali di Seattle mentre stava ancora frequentando la scuola superiore. Il suo primo ruolo arrivò nel 2002 quando interpretò Mrs. Blue Cloud (Nuvola Blu), donna vittima di abusi domestici, in Skins di Chris Eyre. Nel 2008 recitò in Frozen River - Fiume di ghiaccio di Courtney Hunt; l'interpretazione la rese visibile al panorama internazionale e le valse la sua prima candidatura agli Independent Spirit Awards come miglior attrice non protagonista nel 2009.
Il 5 ottobre 2014 Upham lasciò a piedi l'appartamento della sorella nel sobborgo di Muckleshoot, Washington. Nel fine settimana, i familiari annunciarono tramite Facebook e altri social network la scomparsa di Upham, preoccupati per le sue condizioni di salute fisiche e mentali. Il 16 ottobre 2014 la polizia di Auburn ritrovò in fondo a un dirupo in una zona boscosa il corpo senza vita di una donna che, sebbene non fosse subito identificato, si pensava fosse quello di Upham: il giorno dopo venne confermato che il cadavere rinvenuto era quello dell'attrice statunitense.

## Filmografia parziale
- Frozen River - Fiume di ghiaccio (Frozen River), regia di Courtney Hunt (2008)
- Django Unchained, regia di Quentin Tarantino (2012) - non accreditata
- Jimmy P. (Jimmy P. (Psychotherapy of a Plains Indian)), regia di Arnaud Desplechin (2013)
- I segreti di Osage County (August: Osage County), regia di John Wells (2013)
- Cake, regia di Daniel Barnz (2014)